# Dmitrij Poloz
Dmitrij Dmitrievič Poloz (in russo Дми́трий Дми́триевич По́лоз?; traslitterazione anglosassone: Dmitry Dmitriyevich Poloz; Stavropol', 12 luglio 1991) è un calciatore russo, attaccante del Krasnoe Znamja.

## Carriera

### Club
Ha debuttato nella massima serie del campionato russo con il Rostov nella stagione 2011-2012, giocando anche in Europa League nella stagione 2014-2015.

### Nazionale
Il 3 settembre 2014 ha esordito con la nazionale maggiore nell'amichevole vinta per 4-0 contro l'Azerbaigian.